# Aethianoplis fulgens
Aethianoplis fulgens là một loài tò vò trong họ Ichneumonidae.